# Інфрачервоний обігрівач

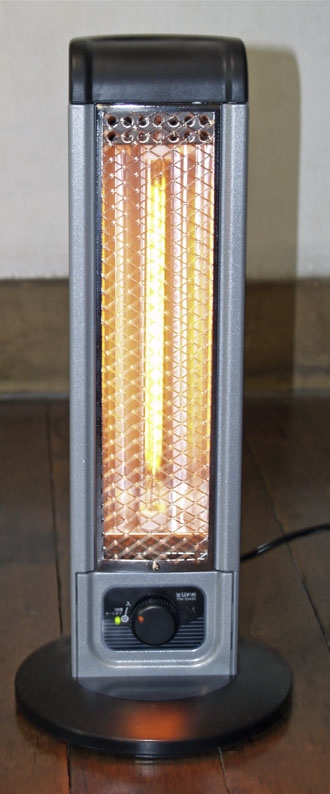
Інфрачервоний обігрівач

Інфрачервоний обігрівач - опалювальний прилад, що випромінює інфрачервоні промені які віддають тепло предметам і поверхням
. Інфрачервоне випромінювання що випромінюється рефлектором поглинається навколишніми поверхнями, стінами, меблями, людьми та ін. нагріває їх, які у свою чергу накопичують теплову енергію і віддають тепло повітрю. А нагріте повітря в свою чергу циркулює в приміщенні. У побуті інфрачервоний обігрівач інколи називають рефлектором, що є технічно невірно. Рефлектор це тільки один з елементів інфрачервоного обігрівача. Інфрачервоні обігрівачі характеризуються компактністю, мобільністю і зручністю в користуванні.
Традиційні інфрачервоні обігрівачі досить економічні, для обігріву 10 кв. метрів площі їм потрібно приблизно 700 ват. В той же час сучасні види інфрачервоних обігрівачів наприклад карбонові споживають для обігріву 10 кв. метрів площі приблизно 300 ват, що є надзвичайно енергоефективно.
Інфрачервоне випромінювання є аналогічним звичайному світловому потоку. Природа інфрачервоного випромінювання ідентична тій, за якою утворюється видиме світло, від сонця чи від електроприладів. Інфрачервоне світло повністю підпадає під закони оптики, займаючи становище між короткохвильовим радіовипромінюванням з довжиною хвилі 1-2 мм і видимим людському оку червоним світлом із довжиною хвилі 0,74 мкм.
За допомогою інфрачервоних обігрівачів що випромінюють інфрачервоне світло з'являється можливість цільового обігріву тільки тих частин приміщень, в яких це необхідно, без опалення всієї площі приміщення; теплова дія від інфрачервоних променів відчувається відразу після включення інфрачервоного обігрівача що дозволяє не перейматися відсутністю попереднього нагріву приміщення. Ці фактори підвищують енергоефективність даних приладів. Найголовнішим конструктивним елементом інфрачервоного обігрівача є нагрівальний елемент, що випромінює інфрачервоне випромінення назовні.

## Загальна характеристика інфрачервоних обігрівачів
В інфрачервоних обігрівачах використовується закрита або відкрита спіраль, з матеріалу який під дією електроенергії випромінює інфрачервоні промені, в газових інфрачервоних обігрівачів металева сітка або трубка з чорним покриттям або керамічна пластина зі спеціальними отворами, що нагрівається в плівкових обігрівачах. Для більш цільового опалення і захисту корпусу і його вмісту від перегріву застосовується рефлектор з матеріалу який добре відбиває інфрачервоне випромінювання і добре утримує тепло. Якщо випромінювач має компактну форму, то рефлектор роблять у формі параболоїда обертання, якщо лінійну — параболічного циліндра. Для пом'якшення і часткового розширення діаграми спрямованості рефлектор іноді роблять матовим або наносять на нього нерівності. Якщо обігрівач призначений для розміщення в місці, доступному людям або тваринам, випромінювач додатково захищають металевою сіткою або прозорою перегородкою.

## Переваги і недоліки інфрачервоних обігрівачів
Головною перевагою інфрачервоних обігрівачів є їх економічність, особливо це головним чином стосується сучасних видів інфрачервоних обігрівачів таких як карбонові і графенові вони надзвичайно енергоефективні, по рівню енергоефективності з інших видів обігрівачів з ними можуть тягатися тільки теплові насоси. Також перевагою інфрачервоних обігрівачів є їх компактність і мобільність, вони не потребують спеціальних комунікацій. Інфрачервоні обігрівачі цілком можуть обігрівати будинок, отримуючи електроенергію від звичайної розетки. Вони мають довгий експлуатаційний ресурс, також вони легкі в експлуатації. Недоліком інфрачервоних обігрівачів є незвичність дії інфрачервоного тепла, так як більшість людей в Україні звикли не до світлового, а до повітряного конвекційного опалення, яке передусім зігріває повітря, а вже потім поверхні. По друге інфрачервоні обігрівачі збільшують навантаження на електромережу, хоча в сучасних версіях інфрачервоних обігрівачів це навантаження зменшене до помірного рівня, що не повинно викликати проблеми для електромереж задовільної якості.

## Види інфрачервоних обігрівачів
Інфрачервоні обігрівачі представлені досить великою видовою групою починаючи від найпростіших компактних електричних моделей до промислових газових. Розглянемо по черзі кожну групу. Залежно від специфіки елемента що здійснює випромінювання можна виділити такі види електричних інфрачервоних обігрівачів як: звичайні електричні, карбонові, графенові, керамічні, плівкові, газові. 

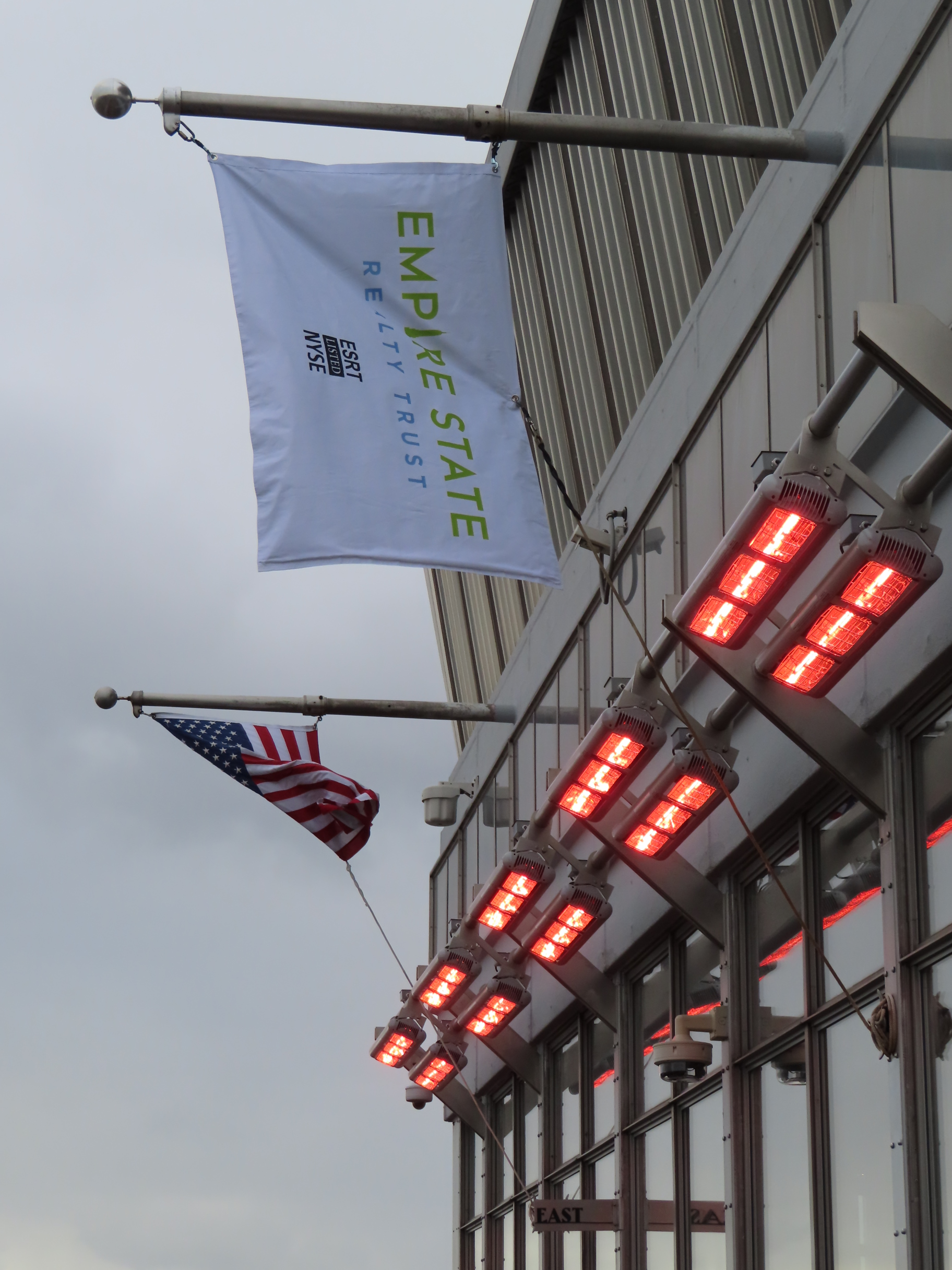
Вуличні інфрачервоні обігрівачі

В звичайних електричних інфрачервоних обігрівачах як правило використовується вольфрамовий чи ніхромовий елемент у вигляді обмотки яка випромінює інфрачервоні промені. Ці обігрівачі є традиційними, вони почали виготовлятися ще в 1950х роках. Такі обігрівачі досить економічні, для обігріву 10 кв. метрів площі їм потрібно приблизно 700 ват. Вони також мають лікувальний ефект і часто використовуються як терапевтичний прилад.
Карбонові, як нагрівач в них використовується волокна карбона, наповнена вуглецевим нановолокном. Такі обігрівачі дуже економічні, для обігріву 10 кв. метрів площі їм потрібно приблизно 300 ват. При увімкнені напруги, вуглецеве волокно швидко нагрівається, та відразу починається генерація інфрачервоного випромінювання без шкідливого випромінювання в ультрафіолетовій частині спектра. Збільшена теплопередача із вуглецевого волокна призводить до значно більш економічного споживання енергії, ніж в звичайних спіральних ніхромових
нагрівачів.
Графенові обігрівачі це перспективний вид обігрівачів який функціонує за рахунок використання нагрівального елементу з графену. Цей матеріал має дуже високу енергоефективність в якості нагрівального елемента, за рахунок цього обігрівачі на основі графену споживають в рази менше електроенергії для обігріву приміщень, в порівнянні з звичайними.
Керамічні в них як нагрівальний елемент використовується укладений в корпус керамічної панелі резистовий кабель, який відмінно пропускає інфрачервоні хвилі.
Керамічні прилади, як правило, виробляються у вигляді вузької панелі, з приєднаним терморегулятором. В багатьох моделях панель можна повісити а можна поставити на спеціальні ніжки. Мінусом цих моделей є те що вони серйозно поступаються енергоефективністю звичайним «променевим» версіям інфрачервоного обігрівача.
Плівкові, в них у свою чергу нагрівальним елементом є гнучкий резистовий кабель, який випромінює тепло на зовнішню металеву плівку. Плівковий інфрачервоний обігрівач можна встановити самостійно — на заздалегідь підготовлену основу. Плівкові моделі дуже гнучкі, їх передня поверхня здатна розігріватися до 75 °C.
Газові моделі працюють за таким же принципом як і електричні аналоги, але як джерело енергії тут використовується газове паливо. Зазвичай використовується скраплений газ (пропан) але є моделі і під природний газ бутан, з побутової газової мережі. Газові інфрачервоні обігрівачі мають різну конструкцію, можуть бути розмірами від елементарної газової інфрачервоної горілки до багатометрового вуличного обігрівача.